# Start-Up
Start-Up (v korejském originále 스타트업, Seutateueop) je jihokorejský televizní seriál z roku 2020, v němž hrají Pä Su-dži, Nam Ču-hjok, Kim Son-ho a Kang Han-na. Série byla vysílána na stanici tvN v sobotu a neděli v 21:15 od 17. října až 6. prosince 2020.

## Obsazení
- Pä Su-dži jako Sŏ Tal-mi
- Nam Ču-hjok jako Nam To-san
- Kim Son-ho jako Han Či-pjong
- Kang Han-na jako Won In-džä/Sŏ In-džä